# OTV (ルーマニア)
OTV（旧称：Oglinda TV）は、かつて存在したルーマニアのテレビ局。2000年に開局し、様々な自社番組を企画・放送して人気を集めた一方、扇情主義（センセーショナリズム）やタブロイド思考が濫用された報道や虚偽報道、低俗番組の多さで物議を醸し、2013年に放送免許を失い閉局した。

## 歴史

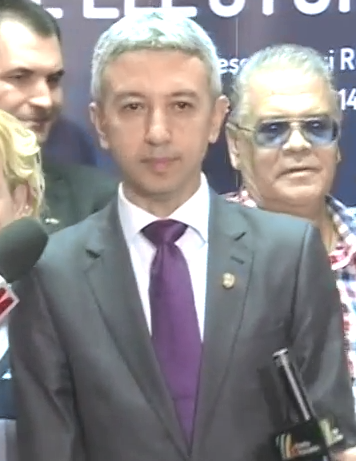
ダン・ディアコネスク (Dan Diaconescu)

### 開局〜1度目の閉局
OTVは2000年にTele7ABCのジャーナリストを務めていたダン・ディアコネスクによって、当時経営が悪化していたTele7ABCから独立する形で立ち上げられ、同年12月19日にOglinda TV（ルーマニア語で鏡の意、翌年にOTVに改称）の名で開局した。OTVは自局で企画・制作したバラエティ番組を重点的に放送するという、当時のルーマニアでは画期的な放送形態で開局直後から大きな注目を集めた。
特に『Dan Diaconescu Direct』と呼ばれるディアコネスク自らが司会を務めるトーク番組が人気を博していたが、ゲストには終末論者・霊媒師・超能力者といったオカルティスト、国内で悪評の高いマネーレ歌手やエモバンド、脱獄した犯罪者（を名乗る人物）といった人々が登場し、時にはゲスト同士が喧嘩をし出す、ゲストがディアコネスクを襲撃する茶番を行うなど、かなり低俗かつ危険な内容が多く含まれていた。こうした放送内容はルーマニア政府からの顰蹙を買い、2002年に放送法違反で国家視聴覚評議会から放送免許を取り消され、同年9月22日に放送を停止した。ディアコネスクは同時期にアドリアン・ナスタセ首相によるOTVの株式の売却要求を拒否したとしており、この処分をナスタセ首相による報復・越権行為であると主張した。

### 再開局、報道の過激化
OTVは2004年4月1日に再び放送を開始した。再開局後のOTVは常に3つの扇情的なニュースティッカーが表示され、「Incredibil（信じられないような）」「Senzațional（センセーショナル）」「Extraordinar（並外れた）」といった言葉を四六時中多用するという、扇情主義的な報道を更に強めた放送形態をとった。更にはルーマニアの放送法で禁止されていた占星術の番組を放送したり、有名人や政治家のスキャンダルや汚職を陰謀論を交えながら特集するといった過激なゴシップ報道を行ったりもした。
特に悪名高いのが2007年8月30日に発生したエロディア・ギネスク失踪事件に関する報道である。OTVは発生直後から事件を過剰なまでにセンセーショナルに取り上げ、翌年にかけてギネスクの消息と称する不謹慎な内容の虚報を大量に報じたことで物議を醸した。ギネスクに関する扇情的な報道は240日近くも続き、中にはOTVと協力したハッカーによって漏洩したギネスクの電子メールの内容や、低品質な合成映像と共に「ギネスクはウサーマ・ビン・ラーディンと共にカルパティア山脈に潜んでいた」というあまりにも突飛な虚報まで放送された。なお、ギネスクは2025年2月現在でも行方不明のままであり、ルーマニア警察は夫のクリスティアン・チオアカ（Cristian Cioacă）による殺人・死体遺棄事件と断定して2013年よりチオアカを投獄しているが、真相は未だ不明である。
しかし、こうした劇場型とも呼べる一連の報道は識者からの批判とは裏腹に視聴者からの支持を増やし、OTVがルーマニアのテレビ業界で飛び抜けて有名な存在になるのを助ける結果となった。OTVのこの報道手法は同時期より他局に模倣されるようになり、ルーマニアのあらゆるテレビ局が情報の信憑性を無視したセンセーショナルな報道で視聴率を競い合うという状態（メディア・スクラム）を引き起こした。

### ディアコネスクの政界進出、2度目の閉局
2009年にはトラヤン・バセスク大統領をOTVの番組に招くなど、OTVはディアコネスクの政治的アプローチを宣伝する道具としても用いられ始めた。2010年、ディアコネスクはアラド県ザランド市のイオン・フロリン・モツ（Ion Florin Moț）市長に汚職の証拠を突きつけて恐喝した疑いで逮捕された（1ヶ月後に保釈、後にモツ自身も汚職容疑で起訴）。ディアコネスクはこれをバセスク政権による政治腐敗の隠蔽工作と捉え、ベーシックインカム政策を第一に掲げる自らの政党（人民党＝ダン・ディアコネスク、PPDD）を立ち上げて政界入りを果たした。それと同時にOTVはTeleviziunea Poporului（人民テレビ）に改名され、ディアコネスクを「ルーマニアの将来の大統領」と呼ばせる、バセスクを「独裁者」と呼んで貶める、PPDDの党大会を生中継するといったディアコネスクの政党のプロパガンダ的な報道が目立ち始めた。そして翌年に2012年ルーマニア反政府運動が発生すると、OTVは「唯一の公正な放送局」を称し、反政府運動の参加者があたかもディアコネスクを次期大統領に推しているかのような露骨な偏向報道を行った。
国家視聴覚評議会はこうしたOTVの報道姿勢を違法な選挙広告として問題視し、放送免許の期限を同年9月末まで前倒しする決定を下して一時的に停波させた。OTVは処分の撤回を求める複数の裁判を起こしたことでその後も断続的に放送を続けられたが、今度は過去の放送法違反の罰金（およそ100万レイ）の未払いを理由に放送免許を再度取り消され、2013年1月22日に放送を停止・閉局した。
晩年のOTVの視聴率はルーマニア国内の全ての放送局の中で3番目に高い数値を誇り、1分あたりの平均視聴者数はおよそ84,000人と見積もられている。だが、こうしたプロパガンダ的報道がルーマニアの政局や世論にどれほどの影響を与えたのかは未知数である。実際、PPDDは2012年の両院議会選挙で全議席の14%に相当する合計68議席を獲得して第三党に躍り出る躍進を見せたが、2014年の大統領選挙に出馬したディアコネスクの得票数は全体の僅か4%で、ほとんど泡沫候補扱いであった。なお、PPDDは2015年に他党と合併され消滅した。

### 閉局後の動向
ディアコネスクはその後も同じくルーマニアの放送局であるRomânia TVに自らの冠番組を含む複数の番組を供給する、OTVの登記上の拠点をバチカン市国に移して法規制を回避しながら放送の継続を試みるなどしてテレビ放送への関与を続けたが、2015年に前述の恐喝事件で懲役5年6ヶ月の有罪判決を受け、釈放後も5年間はメディアに関する一切の活動が禁じられた。だがディアコネスクは活動禁止期間中の2024年には既に幾つかのメディアのインタビューに出演しており、インタビューの中で「ギネスクは生きていて、ブドウの生産をしている」「ルーマニア政府はUSAIDの資金援助をOTVの閉鎖の為に真っ先に使った」といったOTV時代と遜色ない問題発言を繰り返した他、「OTVは2025年2月12日を目処に放送内容を改善・最適化した新しい総合テレビ局に生まれ変わる」とOTVの再々開局を仄めかす発言をした。
ディアコネスクはその後もメディアへの復帰に向けて水面下で準備を進め、2025年2月17日にケーブルテレビ局のJob TVに出演して10年ぶりに自らの番組を持つことを発表し、自身のSNSでも「OTV 2.0」と呼ばれる新たな多角的放送サービスの構想を公にするなどテレビ業界への全面的な復帰を宣言したが、Job TVでの復帰計画は最初の出演以降全く音沙汰がなく、更に同年2月12日にディアコネスクが未成年者への性的暴行の容疑で懲役8年4ヶ月の有罪判決を言い渡されたことが報じられており、今後の動静は不透明である。

## 主な番組
- Dan Diaconescu Direct（英語版）
- 24 h
- Abecedarul părinților
- Adevăratele știri
- Azimut sportiv
- Brigada de intervenție
- Bomba zilei cu Adriana Bahmuteanu
- Caravana Romilor
- Casa viitorului
- Case de vânzare
- Casino show
- Chestionarul lui Stanca
- De-a alba neagra
- Direct cu Viorel Pop
- Emigrarea pas cu pas
- Euromondo
- Fanatik Show
- Fitze de vacanțză
- Folclorul și lautarii
- Hery și Ioana Show
- Info pescar
- În atenția PNA
- Lumea de azi, lumea de mâine
- Lux design
- Lux Planet
- Manele de top
- Micul Paris
- Minunile justitiei
- Miss litoral
- Natural 100%
- Nu te supara, frate
- O casa de vis
- Oameni care ajuta oameni
- Pastorul cel bun
- Poveste de succes
- Primar de weekend
- Repere românești
- Rodul pământului
- România de azi, România de mâine
- România incotro?
- Să traim bine
- Se întâmpla acum
- Singur construiește-ți casa
- Sport show
- Șah mat cu Luis Lazarus
- Te fac vedeta
- Telechat
- Teleconcurs
- Turist club
- Vacanțe și călătorii
- Viață de vedeta
- Viață la zi
- Vorbind de credința
- Vot cu Gabriela Padiu
- Votați manele
- Zapping TV cu Alice Gheorghe
- Zori de zi